# Wahl (efternavn)
Wahl er et efternavn, der også findes i varianterne Vahl, Wael, de Wahl og von Wahl. Navnet er ikke så almindeligt i Danmark; i 2017 bærer 428 personer et af disse navne.

## Kendte personer med navnet
- Anders de Wahl (1869 – 1956), svensk skuespiller.
- Andreas Wahl (født 1983), norsk fysiker.
- Anna de Wahl (1844 – 1889), svensk skuespiller og sanger.
- Arne Wahl Iversen (født 1927), dansk møbelarkitekt.
- Cornelis de Wael (1592 – 1667), flamsk maler.
- Edgar von Wahl (1867 – 1948), estisk matematiker og lingvist.
- Frank-Michael Wahl (født 1956), østtysk/tysk håndboldspiller.
- Harry Wahl (1869 – 1940), finsk sejlsportsmand.
- Henry Wahl (1915 – 1984), norsk skøjteløber
- Hillevi Wahl (født 1965), svensk forfatter.
- Jan de Wael I (1558 – 1633), flamsk maler.
- Jean Wahl (1888 – 1974), fransk filosof.
- Johann Salomon Wahl (1689 – 1765), tysk portrætmaler.
- Ken Wahl (født 1957), amerikansk skuespiller.
- Lo Wahl (født 1970), svensk skuespiller.
- Lucas de Wael (1591 – 1661), flamsk maler.
- Mats Wahl (født 1945), svensk forfatter.
- Mogens Wahl (1918 – 1986), dansk jurist og færøsk rigsombudsmand.
- Nicolai Wael (født 1972), dansk fodboldspiller og -træner.
- Richard Wahl (1906 – 1982), tysk fægter.
- Walter Wahl (1879 – 1970), finsk kemiker.